# Arbeiterselbsthilfe

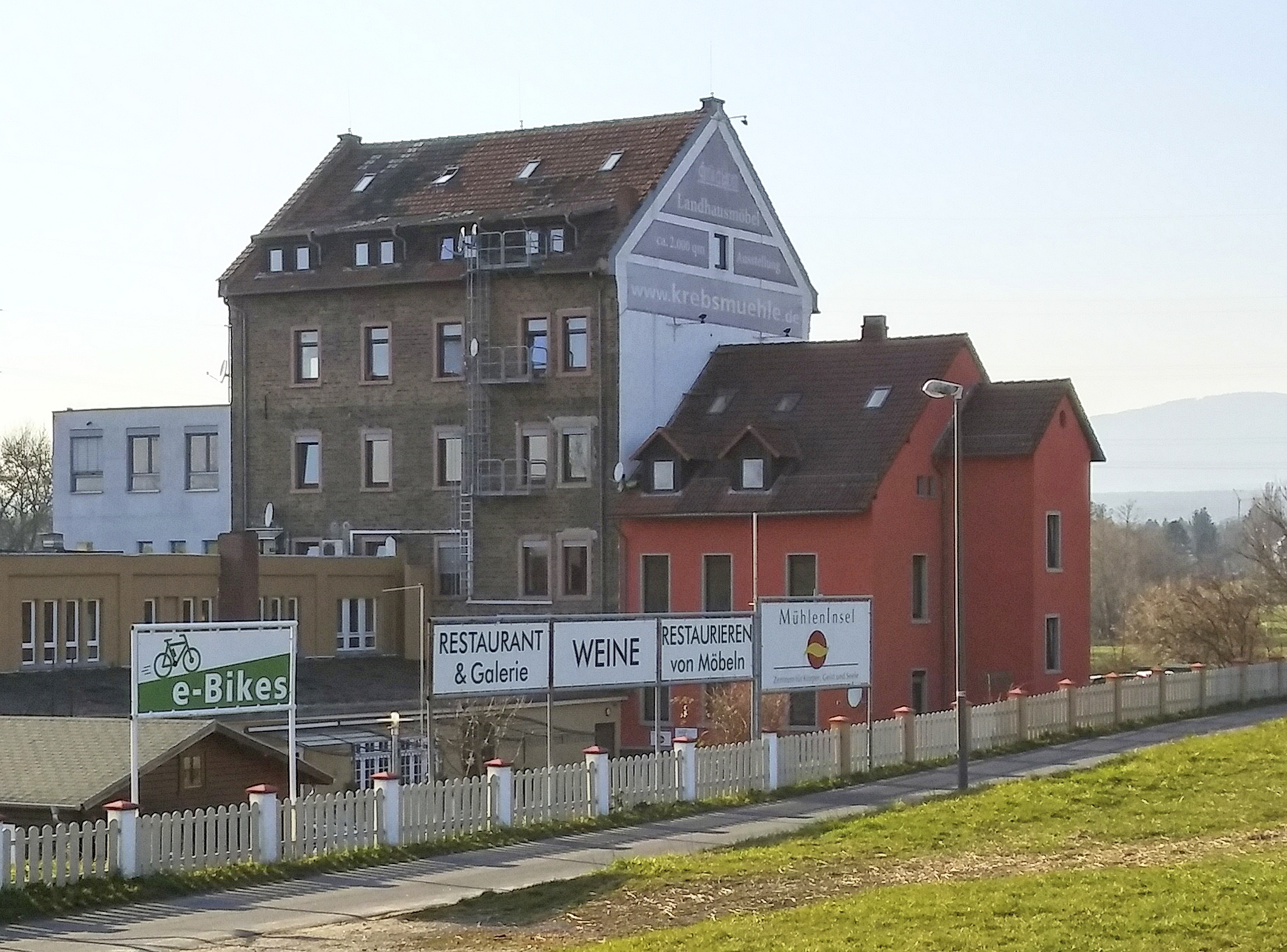
Die Krebsmühle, im Volksmund „die ASH“, im Jahr 2016

Der als Arbeiterselbsthilfe (ASH) bekannte Verein Hilfe zur Selbsthilfe in Frankfurt am Main gilt als Pionier der Alternativökonomie. Er ist 1975 aus der Sponti-Szene hervorgegangen und hat als Motor einer autonomen linken Gegenkultur die Anfänge der Umweltbewegung beeinflusst und sowohl der Ökobank als auch dem überregional bekannten Frankfurter Kulturzentrum Batschkapp den Weg bereitet.

## Geschichte
Die ASH entstand im Jahr 1975 aus einer politisch linksorientierten studentischen Wohngemeinschaft in Frankfurt-Heddernheim. Die Kommune nannte sich K2, nach dem Vorbild der Berliner Kommune 2. Ihre Bewohner versuchten, gemeinsames Leben mit politischer Arbeit zu verbinden. Die Gruppe fühlte sich der Frankfurter Sponti-Szene um Joschka Fischer und Daniel Cohn-Bendit verbunden. Um Kontakt zur nichtstudentischen bürgerlichen Bevölkerung aufzubauen, errichteten die Bewohner der K2 Stadtteilzentren, wie in der Gaststätte Zum Elfmeter (umgangssprachlich Elfer) in Frankfurt-Eschersheim. Dort gab es jedoch statt des erhofften guten Kontakts vor allem Konflikte mit jugendlichen Rockern. Um diese Konflikte zu kanalisieren, wurde das Projekt Arbeiterselbsthilfe (ASH) gegründet. Es orientierte sich mit seinem Paradigma Hilfe zur Selbsthilfe an der Sozialistischen Selbsthilfe Köln. Ziel des Projekts war es, die Jugendlichen zu integrieren, indem man für sie Arbeit beschaffte, sie in die betriebliche Organisation eingliederte und damit die Entfremdung der Arbeit aufhob. Bereits nach einem halben Jahr scheiterte dieser Ansatz. Zu den Gründern der ASH zählt der Projektkünstler Lui Tratter.
Am Ort des Stadtteilzentrums Zum Elfmeter entstand 1976 das alternative Jugend- und Kulturzentrum Batschkapp um Ralf Scheffler. Es war der Arbeiterselbsthilfe angegliedert. Im Batschkapp, das eine Treppe über dem Elfmeter lag, drängte sich ab 1977 „so ziemlich alles, was sich ‘das andere Deutschland’ nennt: Stadtindianer, Stadtguerillas, einfache RAF-Sympathisanten aus Folterkomitee und Roter Hilfe, Spontis und Frauengruppen, Gastarbeiterkinder aus der Umgebung, arbeitslose Mädchen und Jungen, heimatlose Mischlinge aus amerikanischen Garnisonstädten“. Ihre Nachrichtenbörse war der Elfer. Joschka Fischer zählte zu den regelmäßigen Gästen. Er war mit Ralf Scheffler, dem Inhaber des Batschkapp befreundet. Elfer und Batschkapp waren zwei Musikclubs mit identischem Publikum. Durch sie sollte eine „autonome und linke Gegenkultur“ etabliert werden.
In ihrer Hochphase umfasste die Arbeiterselbsthilfe bis zu 60 Personen.

### Gründung der Kommune „Nie mehr Sozialarbeit“
Frustration und Stress aus der misslungenen Jugendsozialarbeit führte zu einer Zunahme des Gemeinschaftsgefühls in der Gruppe, sodass aus der Wohngemeinschaft schließlich eine echte Kommune wurde, eine Art Großfamilie mit gemeinschaftlicher Wirtschaftsführung, deren Angehörige sich blindes Vertrauen entgegenbrachten. Alle Mitglieder waren Aussteiger, hatten ihr Studium abgebrochen und waren arbeitslos. Ihr Geld verdienten sie sich mit Wohnungsentrümpelungen. Alle Einnahmen kamen in eine Gemeinschaftskasse und wurden nach demokratischem Beschluss verwendet. Neben der Arbeit stand die Selbsterforschung individueller und gruppendynamischer Prozesse im Mittelpunkt des Alltags, die sogenannte „Politik in erster Person“.

### ASH Bonames
Nachdem der Vermieter der Kommune untersagt hatte, auf ihrem Wohngelände gewerblich tätig zu werden, fand die Gruppe ihr neues Domizil in einer abrissreifen ehemaligen Schuhfabrik im Stadtteil Bonames, das sie teils ohne Mietvertrag als „Restzusatzverwertung“ nutzen durften. In die leerstehende Fabriketage wurden Wände eingezogen und Kohleöfen verbaut. Hauptgeschäftseinnahmen kamen weiterhin aus Wohnungsentrümpelungen. Daneben wurde ein Flohmarkt eingerichtet, auf dem brauchbare Gegenstände der Entrümpelungsaktionen verkauft wurden. Schon bald traten gebrauchte Möbel in den Fokus der Aufmerksamkeit. Die anfallenden Arbeiten wurden nach einem Umschichtsystem erledigt und als Gemeinschaftsdienst bezeichnet. Es gab keinen Chef, sondern jeder machte jede Arbeit. Die Gruppe verstand sich gleichzeitig als Alternativbetrieb und als Lebensgemeinschaft, mit dem Ziel, die Sinnkrise der Gesellschaft zu überwinden. Ihre Lebensweise sollte als Vorbild für andere dienen und dadurch zum Zusammenbruch des Kapitalismus beitragen, um einer neuen, selbstbestimmten Lebensweise Raum zu geben. 1978 nahm die Gruppe am Berliner Treffen in Tunix teil.
Im ASH Bonames waren mehr als 30 Personen tätig. Außer Wohnungsentrümpelungen, dem An- und Verkauf von gebrauchten Möbeln und Antiquitäten und einer Holzwerkstatt zur Aufarbeitung von Möbeln gab es eine Druckerei. Die meisten der dort tätigen jungen Erwachsenen glaubten, „den Grundwiderspruch zwischen Denken und Fühlen, zwischen Kopf und Bauch nur in einem alternativen Kollektiv auflösen zu können. Ein Kollektiv, das die bürgerlichen Spielregeln außer Kraft setzt, in dem rationales Handeln nicht konträr zu den Gefühlen abläuft“.

### Krebsmühle
Nach ihren Anfängen in Frankfurt-Heddernheim und in -Bonames bezog die Arbeiterselbsthilfe 1978 in der Oberurseler Krebsmühle – einer ehemaligen Brotfabrik – ihr Domizil. Eine erste Verhandlungsrunde, bei der streng darauf geachtet werden musste, dass die wahre Identität des Unternehmens nicht bekannt wurde, eröffnete mehrere Übernahmeoptionen, die jedoch allesamt nicht finanzierbar waren (Kauf: 2.2. Millionen D-Mark. Miete: 18.000 D-Mark monatlich, Mietkauf: 17.000 D-Mark monatlich). Es wurde ein Pachtvertrag mit einer Pachtrate von 7.000 D-Mark monatlich, einem Vorkaufsrecht für den Mietkauf und der Verpflichtung zur Instandhaltung vereinbart. Der Pachtzins konnte schließlich durch eine Umstellung des Geschäftsmodells auf Restaurierung und Verkauf von Antiquitäten aufgebracht werden. Dies erzwang jedoch ein Umdenken in Bezug auf die antikapitalistische Grundhaltung und die Transformation zur Kleinkrämerei. Von der Sponti-Szene wurde die Krebsmühle außerdem als „Gschaftlhuber“, „Geldscheffler“ und als „Stachanow-Betrieb“ diffamiert.

## Bedeutung und Kritik
Auf der ideologischen Basis der Frankfurter Spontis entstanden alternative Formen der Kultur und des Wirtschaftens. Die Arbeiterselbsthilfe förderte die Gründung der Ökobank und war maßgeblich an der Errichtung des der linken Gegenkultur gewidmeten Kulturzentrums Batschkapp beteiligt, das der Arbeiterselbsthilfe angegliedert war. Gemeinsam mit dem Elfer entstand eine Keimzelle der Grünen. Die Arbeiterselbsthilfe hat zahlreiche Projekte der Selbsthilfe realisiert oder auf den Weg gebracht. Neben der Ökobank und dem Batschkapp zählt eine Lernwerkstatt dazu, die Jugendliche mit Defiziten ausbildete. Außerdem unterstützt der Verein seit 2006 die Basa-Stiftung zur Förderung von Jugendarbeit und Jugendforschung. Einer der Initiatoren der Krebsmühle sagt, in den 1980er-Jahren sei dieses Projekt das größte Alternativmodell in Deutschland, ein Kristallisationspunkt, gewesen. Zu dieser Zeit fand dort eine „Gegen Buch Masse“ statt. Diese Initiative hat ebenso die Zeit überdauert. Anfang der 1980er-Jahre galt die Arbeiterselbsthilfe vielen als alternativer Musterbetrieb. 1981 fand in den Räumen der Arbeiterselbsthilfe in Oberursel ein verschwiegenes Treffen zwischen Alternativen und der SPD-Führung statt. Von Seiten der Kollektivler erschien außer der ASH das Autonome Bildungszentrum Hamburg (ABC). Bildungsminister Björn Engholm bot an, „bildungspolitisch relevante Projekte aus der alternativen Szene mit 200.000 Mark aus seinem Etat zu fördern – um ein bescheidenes Beriechen zu ermöglichen, ohne politische Hintergedanken oder Vorbedingungen“. Dadurch verfolgte die SPD das Ziel, die neue Gegenkultur für sich nutzbar zu machen. Allerdings blieb diese Diskussion ergebnislos. Die Alternativen weigerten sich, staatliche Fördergelder anzunehmen.
Neben der im Stadtteil Hausen ansässigen Brotfabrik (Frankfurt am Main), einem selbstverwalteten Projektträger, und der von Joschka Fischer mitgegründeten Karl-Marx-Buchhandlung zählt die ASH zu den wenigen Kollektiven mit überregionaler Bedeutung, die seit den 1970er-Jahren ununterbrochen arbeiten. Die ASH gilt als exemplarisches Beispiel für selbstverwaltete Wirtschaftsbetriebe.

### New Economy
Die Arbeiterselbsthilfe folgt der Philosophie, das ein Unternehmen nicht bloß ein Ort zum Geldverdienen ist, sondern ein Zuhause. Im Idealfall würden sich alle Mitarbeiter mit dem Unternehmen identifizieren und zögen gemeinsam an einem Strang. Diese Sichtweise entspricht der Kultur, die in der modernen Start-up-Szene gepflegt wird. Insofern sind die Betriebe der Alternativökonomie, wie die ASH, Pilotprojekte für das junge Unternehmertum des beginnenden 21. Jahrhunderts. Gleichwohl waren die Aktionen der selbstverwalteten Arbeitswelt, wenn sie die Belegschaft anderer Betriebe von ihrem Modell überzeugen wollten, nicht immer willkommen. Im Gründungspapier der Arbeiterselbsthilfe steht: „Was wir dabei übersehen oder unterschätzt haben, ist die Tatsache, dass sich die lieben Kollegen nicht so ohne weiteres agitieren lassen wollten. Die haben immerhin was, an das sie sich klammern können, die Familie, das neue Auto, das Eigenheim. Wir haben übersehen, dass man schnell den Ruf des linken Spinners weg hat. Wir haben weiter übersehen, dass man aus den Betrieben mindestens so schnell wieder rausfliegt, wie man reingekommen ist.“ Andererseits wurde das Gedankengut der alternativen Ökonomie zu den politischen Kernforderungen der Ökobewegung: Dezentrale Wirtschaftseinheiten, die von der Basis kontrollierbar sind und ganzheitliche Wirtschaftskreisläufe zwischen Mensch und Natur. Mitte der 1970er-Jahre, als die erste Ölpreiskrise überstanden war und die Massenarbeitslosigkeit ihren Anfang nahm, wollte die ASH ein Modell entwickeln, das dem normalen kapitalistischen Betrieb als echte Alternative entgegengestellt werden sollte. Der Frankfurter Soziologe Frank Heider stellte jedoch Mitte der 1990er-Jahre fest, dass in Hessen etwa die Hälfte der selbstverwalteten Kollektive gescheitert war. Im Spannungsfeld zwischen Idealismus und Realismus siegte in vielen Fällen die Fraktion der Chefs über die der Kollektivler. Obwohl das Gegenmodell zur kapitalistischen Wirtschaftsform verfehlt wurde, ist etwas erreicht worden, nämlich Leben und Arbeiten miteinander zu verbinden, so wie es in der New Economy gepflegt wird.

### Ökobank
Die von der Arbeiterselbsthilfe getragene Krebsmühle in Oberursel war eine Keimzelle der Ökobank. 16 ihrer Mitglieder gründeten dort am 17. März 1984 den Verein der Freunde und Förderer der Ökobank e. V. Dieses Projekt wurde bundesweit von etwa 30 Initiativen unterstützt. Die Unterstützer kamen aus dem politischen Umfeld der Grünen, der SPD, der Kirchen und Gewerkschaften. Ihre Idee fand 12.000 Anhänger, die ein Gründungskapital in Höhe von 8 Millionen DM aufbrachten. Für die politische Bewegung der Alternativen war dies – neben der Tageszeitung taz – ein Vorzeigeprojekt in Deutschland. Die Ökobank hatte das Ziel, mit dem Geld ihrer Sparer nur Projekte zu finanzieren, die von ihnen politisch gewollt waren. Es ging um erneuerbare Energien, um vollwertige Lebensmittel, um soziale Projekte, die Gleichstellung von Mann und Frau und den Schutz von Migranten. Innerhalb weniger Jahre war die Ökobank die größte Alternativbank Europas. Nach einer durch Managementfehler verursachten finanziellen Schieflage wurde die Ökobank ab 2001 abgewickelt. Ihr Bankgeschäft übernahm die GLS Gemeinschaftsbank. Die Genossenschaft der Ökobank blieb erhalten und wurde zur Oekogeno.

### Umweltbewegung
Im Jahr 1983 fand am Standort der Arbeiterselbsthilfe in Oberursel die Projekte-Messe statt. 200 Mitglieder von Kollektiven trafen sich zur ersten Schau ökologischer Ökonomie. An dieser Messe nahmen 95 selbstverwaltete Betriebe aus der Bundesrepublik und West-Berlin teil.

### Zeitungsprojekte
Wenige Jahre nach der Gründung startete die Arbeiterselbsthilfe ein eigenes Zeitungsprojekt mit dem Titel Wir wollen′s anders – Zeitung für Selbstverwaltung. Diese Zeitungskooperative von Selbsthelfern für Österreich und Deutschland ist in Wien und Frankfurt am Main erschienen. In den ersten Heften wurden die Bemühungen um eine Vernetzung von Selbsthilfegruppen thematisiert. Diese eher unpolitische Initiative folgte auf einen erfolglosen Versuch der Frankfurter Sponti-Szene, ein eigenes Blatt namens Wir wollen alles zu etablieren.
Zum Jahreswechsel 1980 wurde die Zeitung eingestellt und ein neues Projekt realisiert, nämlich basis – Zeitschrift für Selbstverwaltung. Herausgeber waren neben der ASH der Verein für integrale Gesellschaftsforschung (IGEF), Wien, und die Schäfereigenossenschaft in Wurzach/Arnach. Es sind zwei Jahrgänge erschienen, 1980 und 1981, mit fünf Nummern und einer Sonderausgabe. Die Auflage betrug 2.800 bis 3.000 Exemplare, die letzte Nummer hatte noch eine Auflage von 2.000. Der Zeitungstitel stand für das Motto „Betriebe Ab Sofort In Selbstverwaltung“. Im Gegensatz zur Vorgängerzeitung wurden in der Basis auch politische Ziele formuliert und zur Diskussion gestellt. „Der libertäre Ansatz kann insbesondere an den Vertretern der POVO-Bewegung festgemacht werden, die sich bewußt an anarchistische Traditionen anlehnten und an der Zeitschrift, in Ermangelung eines eigenen Organs, intensiv mitarbeiteten. Die Zeitschrift wurde im Rotationsprinzip von verschiedenen Gruppen gemacht. Ab Nummer 4 sollte die Zeitschrift von einem Redaktionsteam erstellt werden, das sich aus Vertretern aller Gruppen zusammensetzt. Mit dem Ausscheiden der Wiener Gruppe IGEF 1981 zerfiel aber der ursprüngliche Zusammenhang immer mehr, so daß die Zeitschrift mit der Nummer 5 eingestellt und in anderer Form unter dem Titel Wandelsblatt fortgesetzt wurde.“
Das Wandelsblatt trug wieder den Untertitel Zeitung für Selbstverwaltung. Herausgeber waren Harald Deeberg und die Arbeiterselbsthilfe. Es erschien ein Jahrgang, 1984/1985, mit vier Nummern. Die Auflage betrug 5.000 Exemplare. Das Wandelsblatt lehnte sich nicht bloß mit seinem Titel, sondern auch in seinem Layout an die Tageszeitung Handelsblatt an. In der Folge entstanden juristische Probleme, sodass die Zeitung umbenannt werden musste. Im Februar 1985 erschien die nächste Nummer unter dem Titel Contraste.
Contraste – Positionen zum Wandel der Gesellschaft, Zeitung für Selbstverwaltung erscheint seit Februar 1985 monatlich auf etwa 16 Seiten. Gründungsherausgeber waren neben der Arbeiterselbsthilfe Peter Haß und der Verein zur Förderung von Selbstverwaltung und Ökologie. Contraste war ursprünglich als überregionale Zeitung für Selbstverwaltung konzipiert. Später wurde im Untertitel der Begriff „Selbstverwaltung“ durch „Selbstorganisation“ ersetzt. In der Verlagsinfo zum zehnjährigen Bestehen der Zeitschrift stand: „Entgegen dem herrschenden Zeitgeist, der sich in allen Lebensbereichen breit macht, wird hier regelmäßig aus dem Land der gelebten Utopie berichtet: über Arbeiten ohne ChefIn für ein selbstbestimmtes Leben, Alternativmedien, Frauenprojekte, Kommunen, Kultur von unten und andere selbstverwaltete Zusammenhänge. Unsere Szene ist buntgemischt, und die vielen Ansätze zu einem besseren Leben lassen sich glücklicherweise nicht in einer einheitlichen Ideologie zusammenfassen. CONTRASTE ist ein Spiegel dieser Vielfalt und versteht sich als Forum der alternativen Bewegung.“ Der Verein Freunde und Förderer der Ökobank nutzte Contraste zur Diskussion und zur Sammlung der für die Gründung der Bank nötigen Geldeinlagen.
Dieter Poschen schrieb in seiner kleinen Chronik der Contraste: „Viererbande, Basis, Betriebszeitung in der taz waren bis 1984 die Kommunikationsorgane der Selbstverwaltungsszene. 1984 war die Bewegung auf ihrem Höhepunkt und initiierte selbstbewußt gleich weitere größere Projekte bei einer Messe auf dem Gelände der damals noch selbstverwalteten ASH-Krebsmühle in Oberursel bei Frankfurt. Der Standort für die Messe war nicht zufällig Hessen, die erste rot-grüne Landesregierung befand sich in den Startlöchern. Der 1983 gegründete Verband der Selbstverwalteten Betriebe Hessens hatte ein Förderprogramm für die hessische Selbstverwaltungsszene vorbereitet, den Hessentopf, der neben der Diskussion um eine eigene Bank der Bewegung im Mittelpunkt von Diskussionsveranstaltungen auf der Projektemesse stand. Gegründet wurde aber auch ein Zeitungsprojekt, das fortan als Diskussionsforum der selbstverwalteten Betriebe und selbstorganisierten Projekte erscheinen sollte: das Wandelsblatt, dessen erste Ausgabe im Oktober 1984 erschien. Schon nach der zweiten Ausgabe mußten die Herausgeber klein beigeben, denn Deutschlands große Wirtschaftszeitung, das Handelsblatt klagte per Einstweiliger Verfügung mit hoch angesetztem Streitwert gegen das Logo des kleinen Wandelsblatt, das sich ab Februar 1985 in CONTRASTE umbenannte.“
2010 feierte Contraste ihr 25-jähriges Bestehen. Aus diesem Anlass schrieb Elisabeth Voß: „Thematisch geht es um die Vielfalt dessen, was Menschen in eigener Regie miteinander tun. Hier findet sich die Alternative Ökonomie mit selbstverwalteten Betrieben und Genossenschaften, neuen Kooperationen von Selbstständigen und Medienschaffenden, ebenso wie Selbsthilfeinitiativen und Kultur von ‘unten’. Ökologie und soziale Fragen spielen ebenso eine Rolle wie der Bezug auf Menschen in anderen Teilen der Erde. Organisiert als gemeinnütziger Verein, sorgen etwa 25 RedakteurInnen für das monatliche Erscheinen. Sie sind entweder für eine Region oder für einen Themenbereich zuständig. Geld bekommen sie dafür nicht, ebenso wenig wie die AutorInnen. Wer für CONTRASTE arbeitet, tut dies aus Engagement und Interesse am Thema.“ 2016 hat Contraste etwa 20 ehrenamtliche Redakteure und zahlreiche Redaktionen in Deutschland und Österreich. Herausgeber ist Contraste, Verein zur Förderung von Selbstverwaltung und Ökologie in Kassel.

### Tageszeitung Taz
Im Anschluss an das im Januar 1978 von der Sponti-Szene organisierte Treffen in Tunix, an dem die Arbeiterselbsthilfe teilnahm, wurde 1978/1979 das links-alternative Periodikum Die Tageszeitung gegründet. Zu dieser Zeit verstand sie sich mit ihrem selbstverwalteten Zeitungsbetrieb als Szeneblatt der westdeutschen Alternativbewegung, wie die von der Arbeiterselbsthilfe herausgegebene Zeitschrift Wir wollen′s anders – Zeitung für Selbstverwaltung, die 1979 eingestellt wurde und in die Gründung der stärker politisch ausgerichteten Monatszeitschrift Basis mündete. Allen gemeinsam war das Ziel einer autonomen linken Gegenkultur. In der frühen Taz gab es keinen Chefredakteur, keine formalen Hierarchien und keine klare Trennung zwischen Meinung und Meldung. Alle Mitarbeiter erhielten einen Einheitslohn.

## Zwischen Idealismus und Realismus
In den Anfangsjahren der Arbeiterselbsthilfe stand die Entwicklung einer Gegengesellschaft jenseits des Kapitalismus als Modell für ein sinnhaftes Leben im Zentrum. Dieses Bestreben wurde in Leitsätzen zum Ausdruck gebracht:
- Profit – I Gitt!: Mehrwert, Ertrag und Rendite sind „Feindesland“.
- Kostendeckung statt Profit: Erwirtschaftet wird nur das zum Überleben nötige Einkommen, ohne Spenden, Zuschüsse und Fördergelder.
- Nicht Mitarbeiter, sondern Gruppenmitglied: Es wird kein Personal gesucht. Mitglieder finden sich und werden aufgenommen und integriert.
- Nicht Lohn, sondern Gemeinschaftskasse: Alle Kosten der Bewohner werden aus einer Gemeinschaftskasse getragen. Einzig die außerhalb der ASH lebenden Gruppenmitglieder erhalten einen sogenannten „Bedürfnislohn“.
- Selbstenteignung: Der durch die eingebrachte Arbeit entstehende Mehrwert des Geländes geht in das Eigentum eines gemeinnützigen Vereins über.

„Wir leben anders! Wir arbeiten mehr als je zuvor, schaffen bis zu 12, 14 Stunden am Tag, und die Arbeit macht uns nicht so kaputt wie die ‘nur’ acht Stunden vorher im Betrieb. Das liegt ganz eindeutig daran, dass uns der Sinn unserer Arbeit klar ist, dass die weit weniger entfremdet ist.“

In den Anfangsjahren ist das Kollektiv der ASH wie eine große Familie geführt worden. Es sollte alle Bedürfnisse abdecken, ohne Konflikte zwischen Arbeitsethos und Kollektiv beziehungsweise zwischen Struktur und Gleichheitsideologie. Die Trennung zwischen Arbeit und Freizeit sollte aufgehoben werden. Aber in der Realität gab es durchaus Reibungspunkte. 1984 berichtete ein ehemaliges Mitglied der Arbeiterselbsthilfe: „Wir haben geschafft wie die Blöden, und jeder wußte: Es ist fürs Kollektiv. Am Anfang war das ein tolles Gefühl; aber dann gab es immer mehr Konflikte. Jeden individuellen Trip mußte man begründen – ob du nach Italien fahren wolltest oder Bock auf ’ne neue Stereoanlage hattest. Und über allem thronte eine kleine Clique von Leuten, die im Grunde alles strukturierten.“
Die idealistische Haltung ist im Laufe der Jahrzehnte teilweise einer realitätsnahen Einstellung gewichen, wonach es für das wirtschaftliche Überleben der Arbeiterselbsthilfe nötig ist, Gewinne zu erwirtschaften. Trotzdem haben die von der ASH durchgeführten sozialen Projekte Wirkung entfaltet, sodass sogar Mitarbeiter der Deutschen Bank in ihrer Freizeit kämen, um beispielsweise Zäune zu streichen und beim Saubermachen zu helfen.

## Trägerschaft
1979 wandelten die Kommunarden ihre Selbsthilfegruppe in den als gemeinnützig anerkannten Verein Hilfe zur Selbsthilfe als Besitzer beziehungsweise Träger der Krebsmühle um. Dadurch sollte die nachhaltige Selbstverwaltung der auf dem Gelände der Krebsmühle ansässigen Betriebe gewährleistet werden. Anstelle von Vermögensbildung tritt die Sicherung des Selbstverwaltungsprinzips und die Altersvorsorge der Betriebsangehörigen. Auf dem Gelände der Krebsmühle sind mehr als ein Dutzend Kleinunternehmen ansässig: Werkstätten, ein Möbelhandel, ein Restaurant, eine Zeitschriftenredaktion, ein Umweltlabor, ein Händler für behindertengerechte Fahrräder, ein Yogastudio und Praxen für alternative Heilmethoden sowie Rehabilitation. Freie Flächen vermietet die Arbeiterselbsthilfe für Tagungen und Veranstaltungen.

## Publikationen der Arbeiterselbsthilfe
- Arbeiterselbsthilfe (Hrsg.): Anders leben, anders arbeiten: Arbeiterselbsthilfe Frankfurt. 1. Auflage. Band 1. Povo, Oberursel 1980, DNB 820059803 (415 S.).
- POVO. Politisch, offensive Vertriebs-Organisation. Kommunikation, Selbstverwaltung, Information, Vertrieb. Frankfurt: POVO-Verlag, o. J., 47 S.
- … und es funktioniert doch! Zwei selbstverwaltete Betriebe stellen sich vor. Frankfurt/Main, Leutkirch-Winterstetten, o. J., 58 S. (WWA-Sondernummer)
- … die Firma ohne Chef. Ökonomie, politische Perspektiven, gemeinsames. Oberursel: Selbstverlag, 1980, 14 S.
- Ein Jahr ASH. Oktober 1975 – Januar 1977. Frankfurt: Selbstverlag, 1977, 42 S.
- Dokumentation der ASH Krebsmühle: Zweimal Hochwasser im Sommer 1981. Oberursel: Selbstverlag, 1981, 31 S.
- 8 Jahre Betriebe in Selbstverwaltung – Arbeiterselbsthilfe Krebsmühle. ASH, Oberursel 1984, DNB 900005580, S. 65. PDF
- Möglichkeiten der selbstverwalteten Betriebe im Kampf gegen die Arbeitslosigkeit. Tagung am 11.-12. März 1983 im Auftrag der EG und OECD. Oberursel: Selbstverlag, 1983, 36 S.
- Selbstverwaltete Betriebe und Projekte im „Wende“-Zeitalter. Material und Diskussionsbeiträge zur Projektemesse vom 19. bis 28. August in der ASH Krebsmühle, Oberursel: Selbstverlag, 1983, 70 S.
- Alternative Arbeitsorganisation – Auch anders Arbeiten und wie? Beitrag zur Arbeitsgruppe 5 der Berliner Tagung vom 25. – 27. Mai 84 zu Strategien Alternativer Produktion. (Manuskript), 7 S.
- Arbeit, Kultur und Leben in Selbstverwaltung (Faltblatt ca. 1985)